# سافانا السنديان

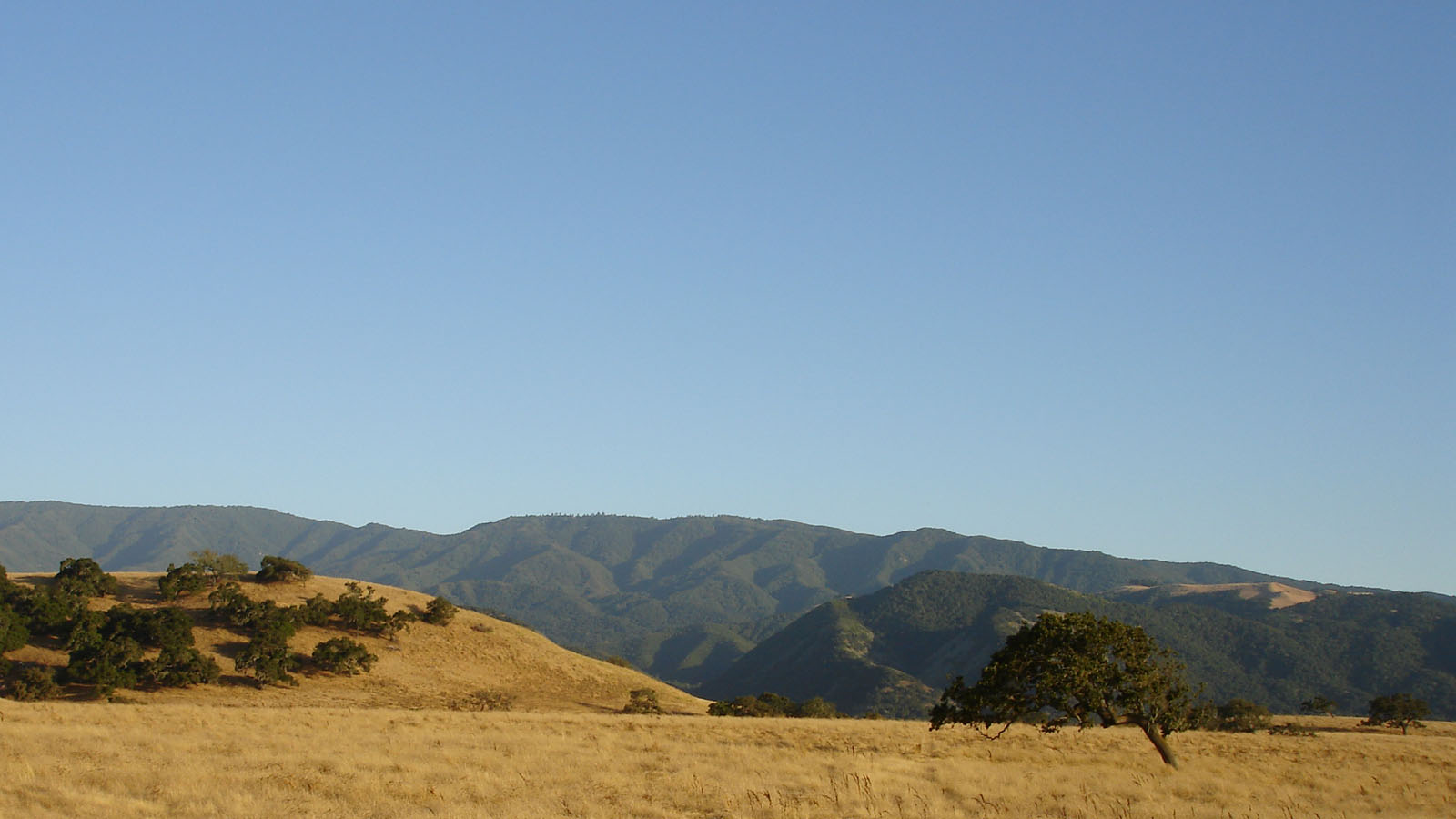
سافانا البلوط، كاليفورنيا

سافانا البلوط، نوع من أنواع السافانا، أو أرض عشبية خفيفة الأشجار، لكن الأشجار السائدة فيها هي أشجار السنديان. استمر وجود هذه الأراضي بخصائصها على الرغم من حرائق الغابات التي كانت تنجم عن البرق أو عن البشر، كما تأثرت بالرعي وقلة الهطول المطري والتربة الفقيرة.

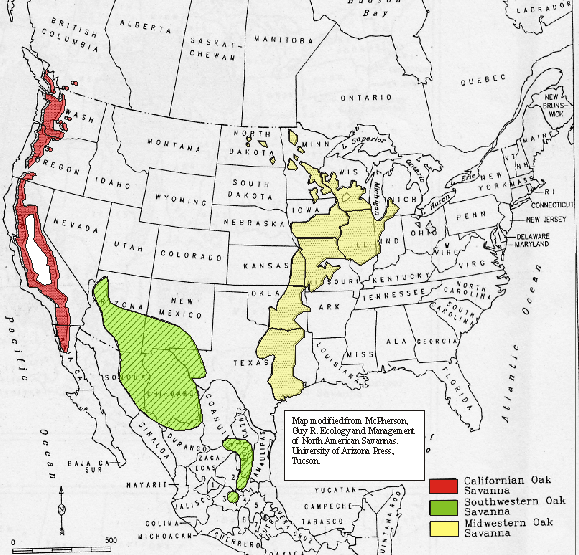
خارطة توزيع سافانا السنديان في أمريكا الشمالية

على الرغم من انتشار سافانا السنديان في معظم مناطق أمريكا الشمالية تقريباً، إلا أنه توجد ثلاث مناطق سافانا سنديان رئيسية وهي:
1. كاليفورنيا وأوريغون في الغرب.[1]
2. جنوبي غربي الولايات المتحدة والمكسيك
3. حدود الغابات والبراري في الغرب الأوسط[2][3]

كما يوجد مناطق صغيرة من سافانا البلوط في مناطق أخرى من العالم، على سبيل المثال "السافانا الشرقية في الولايات المتحدة.

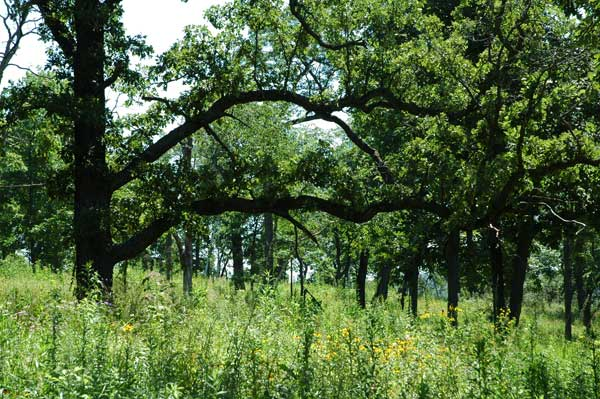
سافانا البلوط في وسكنسون في منتصف الصيف

## إحياء السافانا
مع تزايد الاهتمام بالحفاظ على البيئة، بدأت عملية ترميم والحفاظ على مناطق سافانا السنديان. إذ ومنذ عام 1964 استخدمت وسائل الحرق المنظم من قبل محمية النظام البيئي للعلوم في مينيسوتا، وذلك في محاولة لاعادة المنطقة إلى مناطق سافانا السنديان. أصبحت المناطق المحروقة أقرب للسافانا مثل وجود كثافة أكبر من الأعشاب وشجيرات أقصر وكثافة أشجار أقل مقارنة بالمناطق غير المحروقة. بدأت أعمال الترميم في عقد 1970 في ولاية إيلينوي تلتها أعمال في ويسكونسن وأيوا وميسوري ومينيسوتا.

## وصلات خارجية
- "Upper Midwest forest-savanna transition". Terrestrial Ecoregions. World Wildlife Fund.
- "Central forest-grasslands transition". Terrestrial Ecoregions. World Wildlife Fund.
- Oak Savannas: Characteristics, Restoration, and Long-Term Management
- Pleasant Valley Conservancy State Natural Area (Wisconsin)[وصلة مكسورة]
- Oak Savannah Documentary produced by Oregon Field Guide